# Лазарь Константинопольский
Лазарь Константинопольский (Лазарь Иконописец, Лазарь Писец; ум. в 867 году) — монах-иконописец, деятель периода иконоборчества. Почитается в лике святых как исповедник, память совершается в Православной церкви 17 ноября (по юлианскому календарю), в Католической церкви — 23 февраля.

## Жизнеописание
Лазарь по происхождению, вероятно, был хазар, жил в Константинополе, в раннем возрасте принял монашеский постриг и «проводил суровую жизнь, постоянно пребывая в посте и молитве». За благочестие он был удостоен сана пресвитера. Будучи иконопочитателем, он изучил искусство иконописи и, несмотря на иконоборческие гонения, писал иконы. В правление императора Феофила Лазарь подвергся гонениям:

…решил он принудить и монаха Лазаря (это был славный рисовальщик того времени). Однако монах оказался выше льстивых убеждений… многократно обрушивался с хулой на царя, и тот, видя такое, предал его таким пыткам, что плоть его истекала вместе с кровью и никто не чаял, что ещё жив. Когда же услышал царь, что заключённый в тюрьму рисовальщик понемногу пришёл в себя и, вновь занявшись своим искусством, изображает на дощечках лики святых, велел приложить к его ладоням раскаленные металлические пластинки. Огонь пожирал и источал его плоть, пока не упал он в изнеможении чуть ли не замертво.

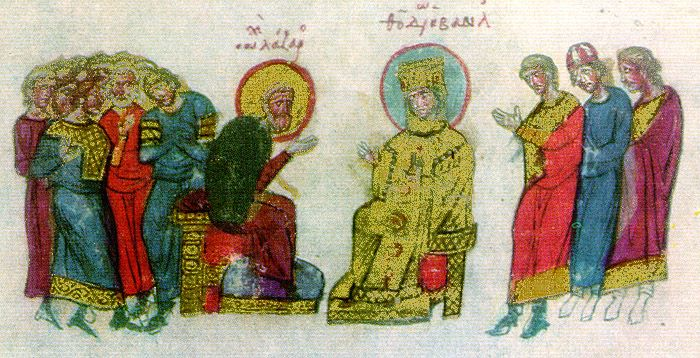
Встреча императрицы Феодоры с иконописцем Лазарем
(миниатюра из Хроники Иоанна Скилицы)

Уступив просьбам императрицы Феодоры, Феофил выпустил находившегося при смерти Лазаря из темницы. Преподобный укрылся в храме Предтечи в Фовере, где, несмотря на мучавшие его раны, написал образ Иоанна Крестителя, который стал почитаться чудотворным. После восстановления иконопочитания Лазарь создал мозаичный образ Иисуса Христа, который поместили над дворцовыми воротами Халки (см. Христос Халки). К Лазарю императрица Феодора обращалась с просьбой помолиться о прощении Богом её мужа и получила ответ: «Справедлив Бог, царица, и не забудет моей любви и трудов моих ради него, не предпочтет его ненависть и его безумство».
Скончался Лазарь в 867 году на пути в Константинополь из Рима, куда он был направлен в составе посольства к папе Бенедикту III. Мощи Лазаря перенесли в Константинополь и положили в церкви Святого Евандра. В 1200 году мощи святого Лазаря в Константинополе видел русский паломник Антоний Новгородец. Ему рассказывали, что Лазарем были созданы изображения Богородицы и двух ангелов в храме Святой Софии.